# Duomyia ustulata
Duomyia ustulata är en tvåvingeart som beskrevs av Mcalpine 1973. Duomyia ustulata ingår i släktet Duomyia och familjen bredmunsflugor. Inga underarter finns listade i Catalogue of Life.